# Cultura Ocier

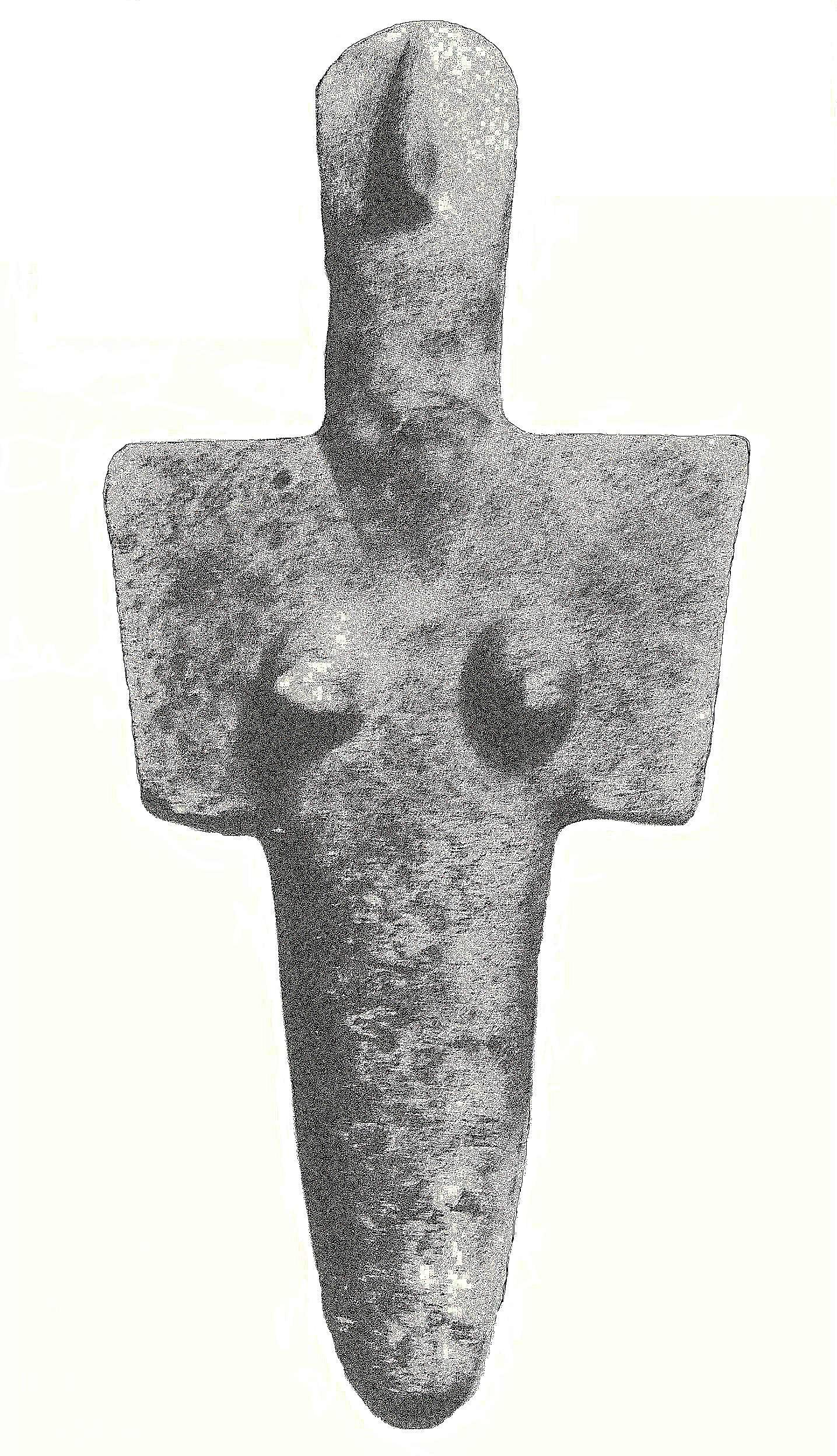
Una estatueta de la dea mare mediterrània, trobada a Senorbì

La cultura Ocier (o cultura de San Michele) fou una cultura prehistòrica prenuràgica que ocupà Sardenya des del c. 3200 a 2800 ae. La cultura Ocier fou la culminació de la cultura neolítica de l'illa i pren el nom de la localitat on n'aparegueren les primeres troballes, la cova de San Michele, a prop d'Ocier, al nord de Sardenya. La cultura Ocier era contemporània de la cultura Arzachena, amb què comparteix algunes similituds, i la seua influència s'estengué a Còrsega.

## Història
Les excavacions arqueològiques han identificat uns 200 llocs pertanyents a la cultura Ocier, situats tant en àrees planes com en muntanyenques, i en gran part organitzats en una economia de caçadors recol·lectors barrejada amb una presència primerenca de ramaderia i agricultura. Els assentaments eren formats per petites cabanyes de pedra, amb una paret circular (rares vegades rectangular) que sostenia un marc de fusta amb un sostre de branques. Un, a prop de Sestu, constava de 60 cabanes, i un altre, a prop de Mogoro, n'incloïa 267, amb sòls de lloses de calcària, empedrats de basalt o argila. Su Coddu, el poblament més gran conegut, consta d'estructures més complexes i sales d'habitació múltiple; situat a prop a Selargius, s'ha construït parcialment al damunt a causa del desenvolupament modern. La troballa d'objectes i eines únics en cabanes individuals, i l'evidència primerenca del treball dels metalls, suggereix que la cultura Ocier era ben organitzada i especialitzada.
Els llogarets no tenien murs, i són escasses les troballes d'armes a les tombes: això podria indicar que la civilització Ocier era potser pacífica, molt diferent a la posterior cultura dels nurags. Les tombes eren estructures hipogees excavades a la roca que després s'anomenaren domus de Janas, que es construïren davall terra o en parets rocoses, i el major exemple n'és la necròpoli d'Anghelu Ruju. Algunes tombes, d'aspecte més monumental, degueren pertànyer a caps, tal com les existents a Creta. Les pràctiques funeràries Ocier divergeixen de les de l'àrea de Gal·lura (com una característica de la contemporània cultura Arzachena), en què els morts eren soterrats en cercles megalítics.

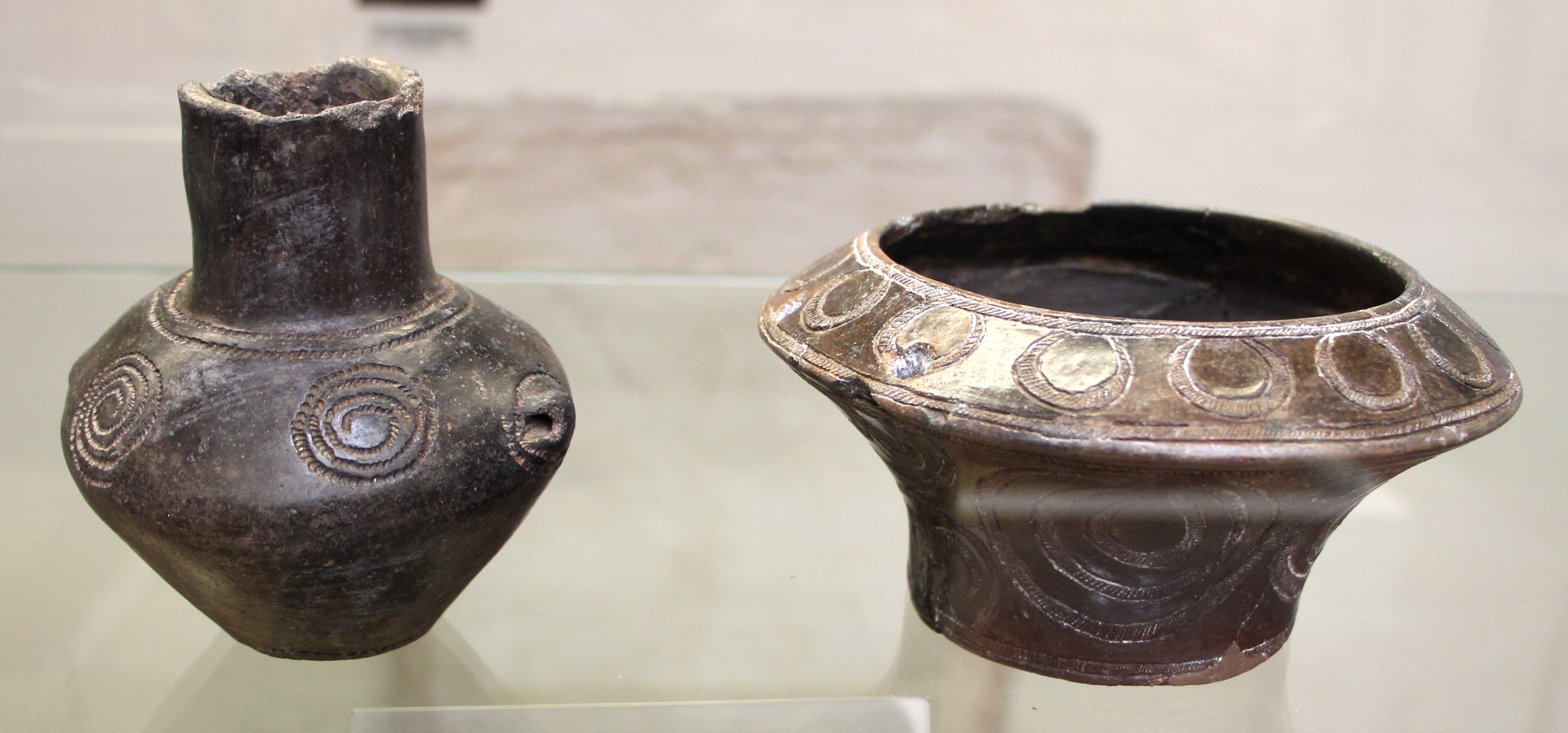
Ceràmica de la cultura Ocier en les seues formes característiques

La cultura Ocier va produir ceràmica finament feta amb patrons complexos, incisions i decoració. Les excavacions arqueològiques efectuades el 1914 i 1949 van trobar pitxers ben treballats amb motius geomètrics tallats en argila i acolorits amb roig ocre. Els més antics encara eren prou toscs, mentre que les peces més recents eren més refinades i primes. Aquesta ceràmica era una novetat per la Sardenya prehistòrica, ja que fins llavors se la considerava típica de les Cíclades i de Creta. El desenvolupament de la cultura Ocier, per tant, degué sorgir dels contactes amb altres civilitzacions de la Mediterrània oriental, en particular de l'àrea de la Grècia neolítica. La cultura Ocier sembla que s'involucrà en el comerç d'obsidiana, a causa de l'existència de dipòsits rics a l'illa, que poden haver conduït a un creixent contacte comercial.
Les figuretes recuperades indiquen que la cultura Ocier degué venerar una dea mare: se'n trobà una estatueta d'alabastre a la tomba de Ponto Ferro, a Senorbì, que compartia algunes característiques estilístiques amb figures ciclàdiques posteriors. Algunes figuretes femenines semblants a les de la cultura Ocier també s'han trobat a Malta. S'han recuperat banyes de toro en tombes i altres llocs, que indiquen que el toro sagrat era també important.
El centre religiós de la cultura Ocier podria haver estat el Mont d'Accoddi, una gran estructura pètria que degué ser un altar, i que s'ha denominat "el monument de culte més singular de la Mediterrània Occidental primerenca."

## Galeria

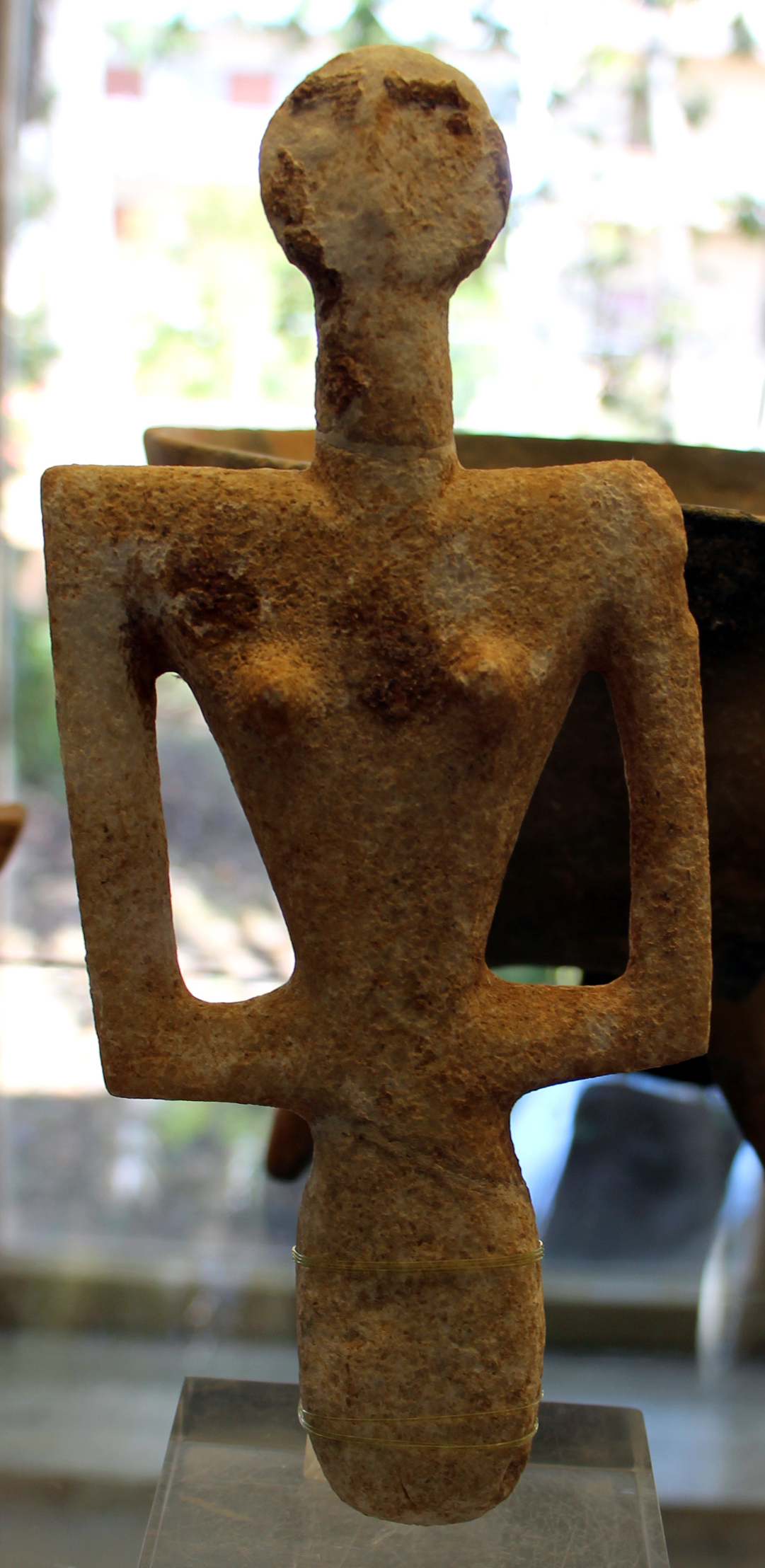
Estatueta femenina trobada al Mont d'Accoddi
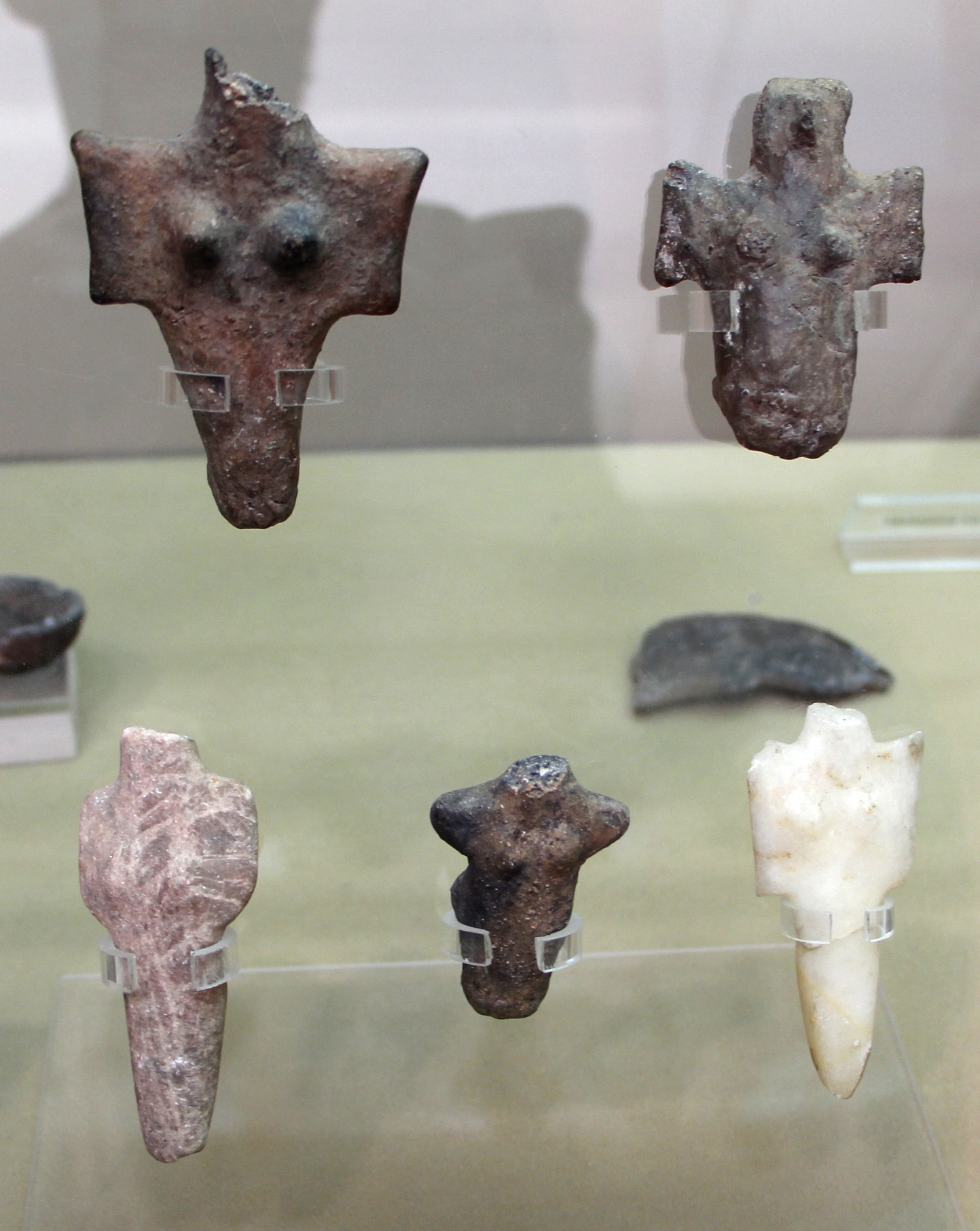
Estatuetes femenines al Museu Archeologico Nazionale G. A. Sanna
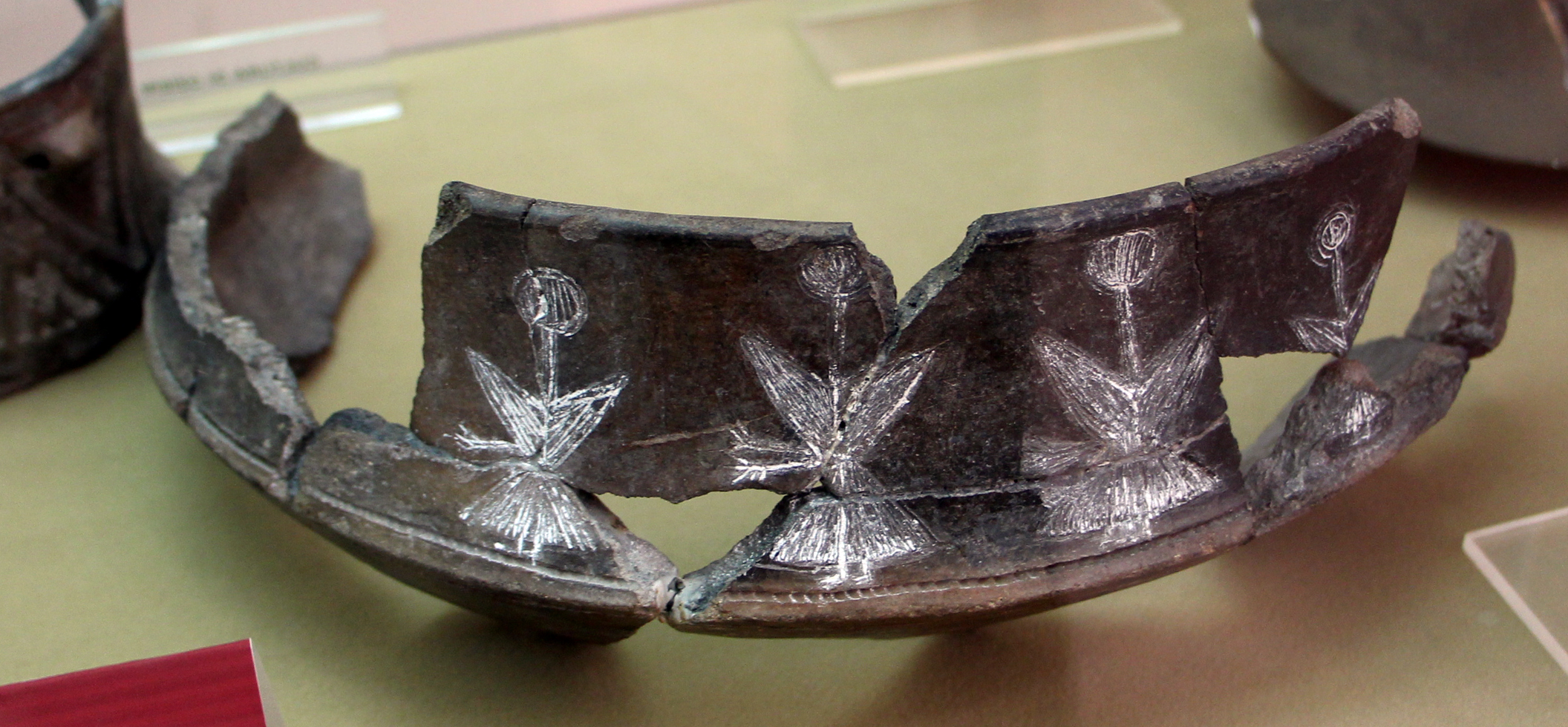
Fragment de ceràmica amb figures humanes
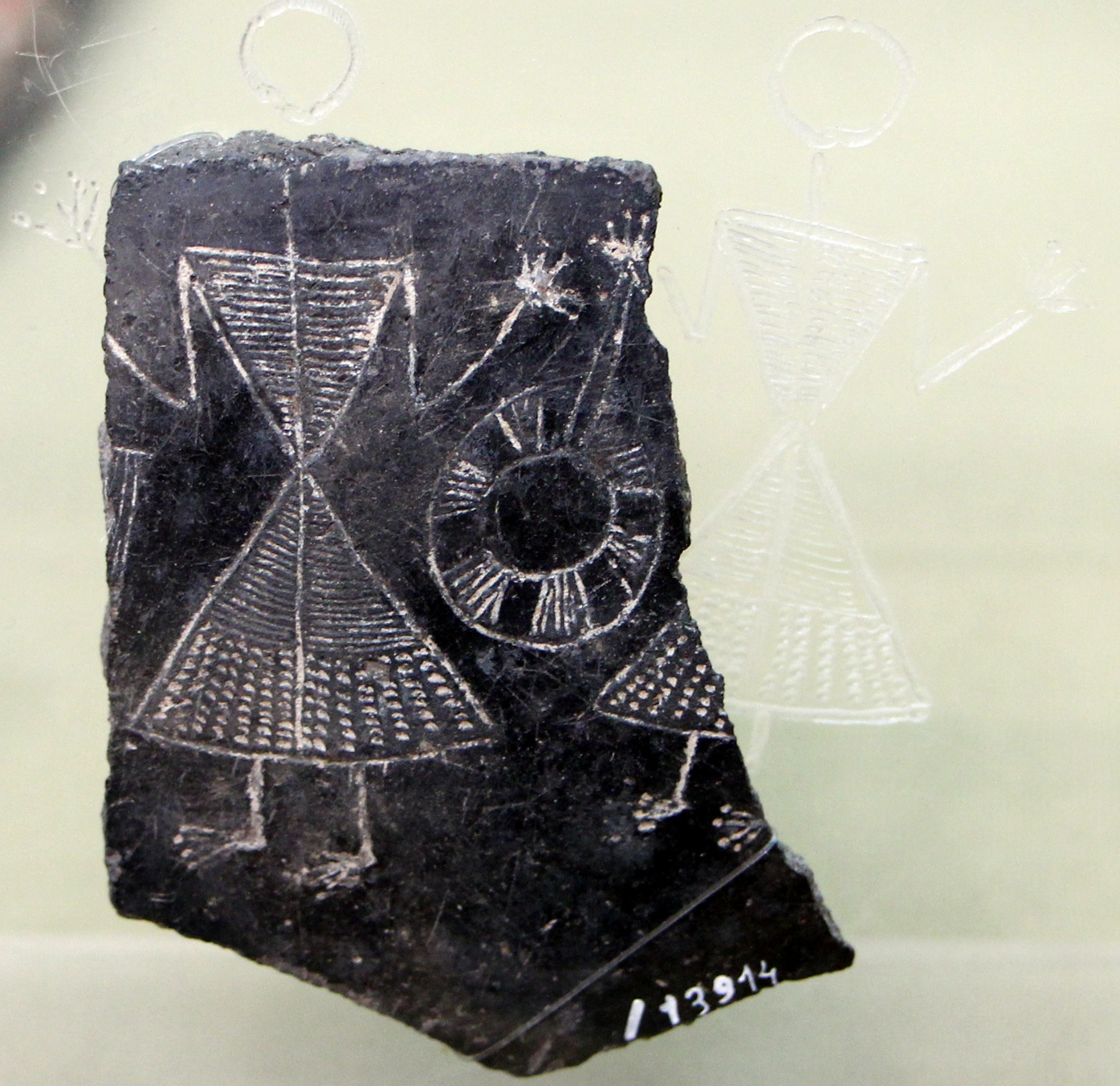
Fragment de ceràmica amb figures humanes
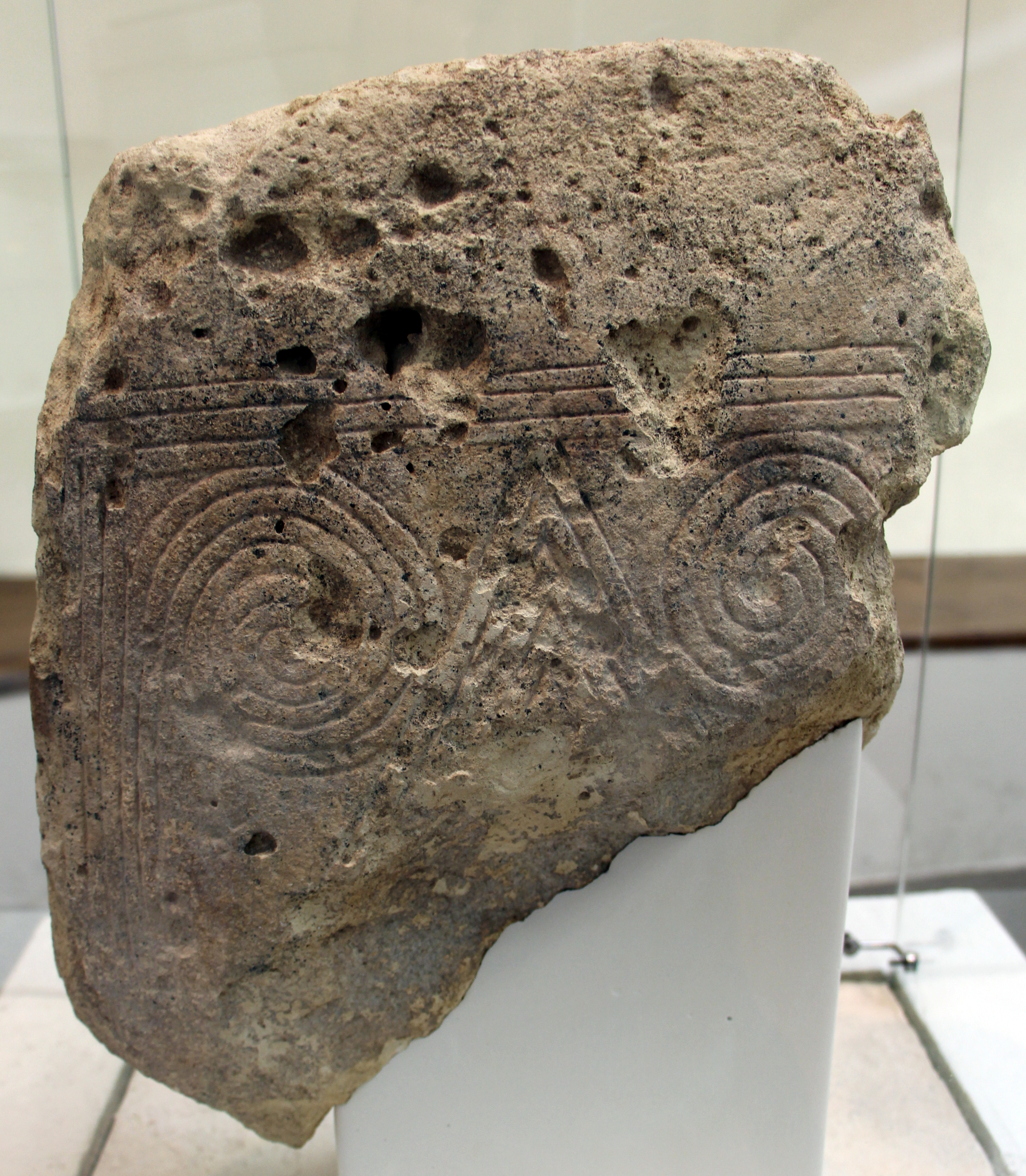
Estela amb una figura femenina
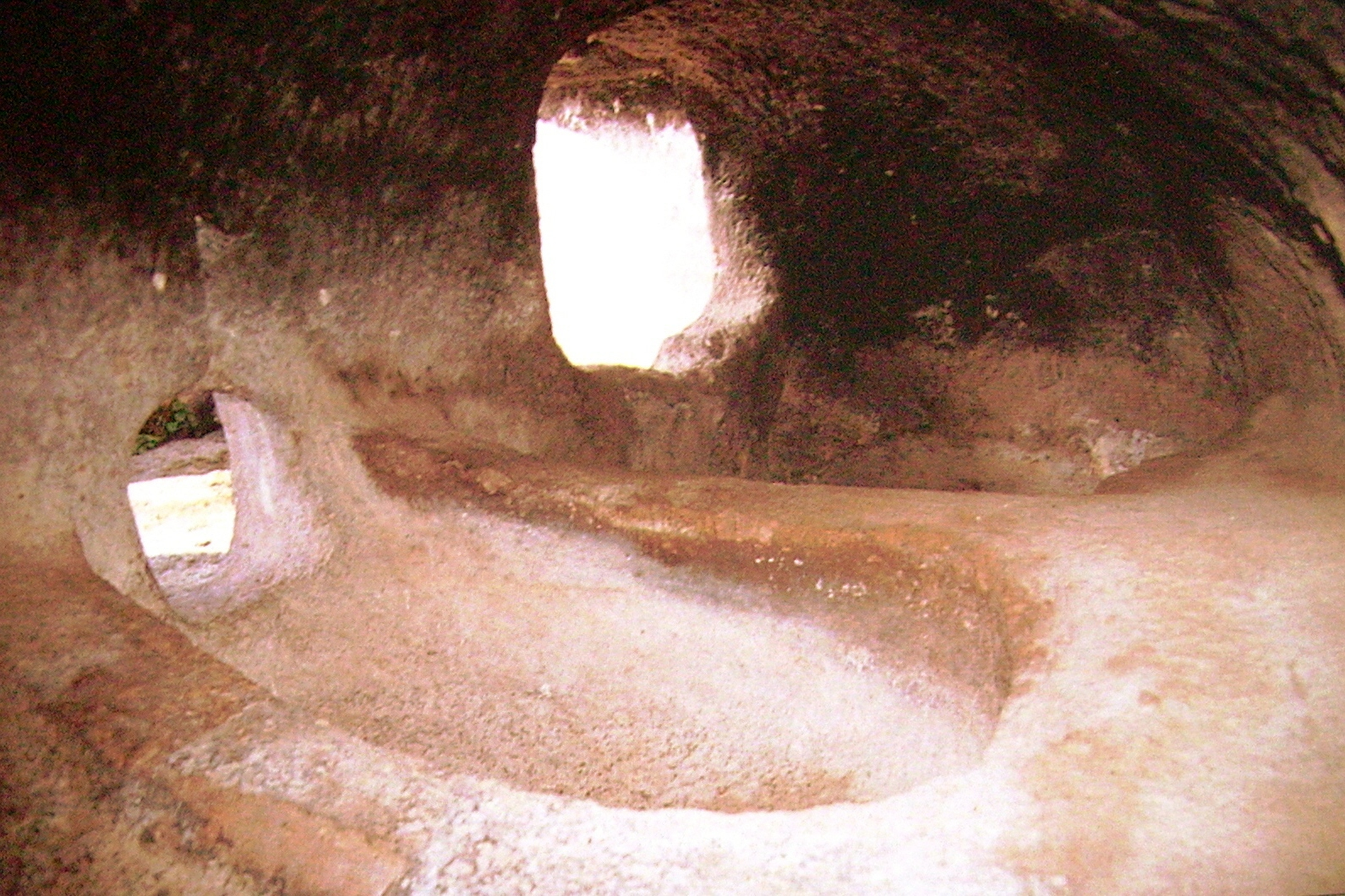
Domus de Janas de Villaperuccio
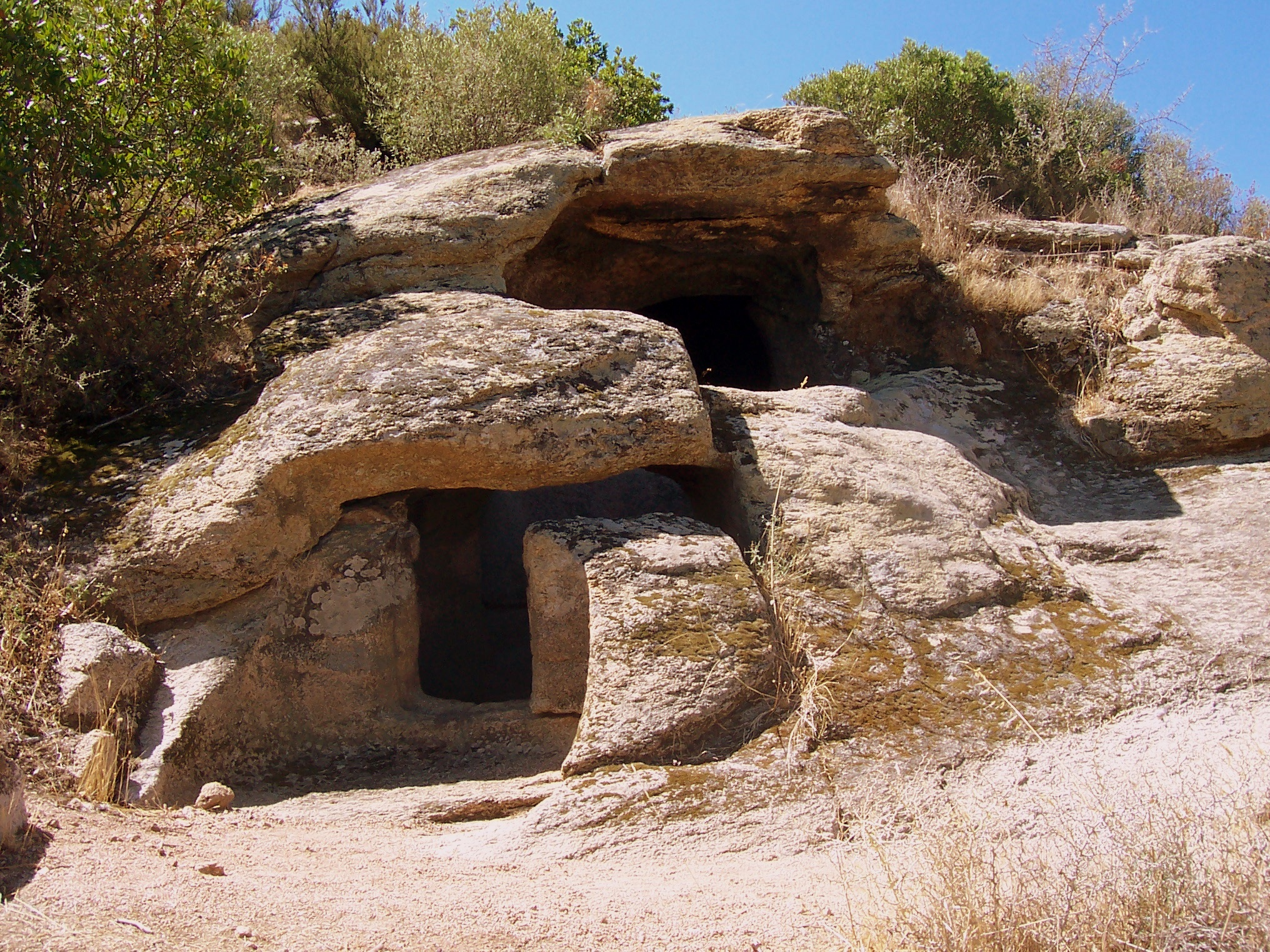
Domus de Janas de Lotzorai
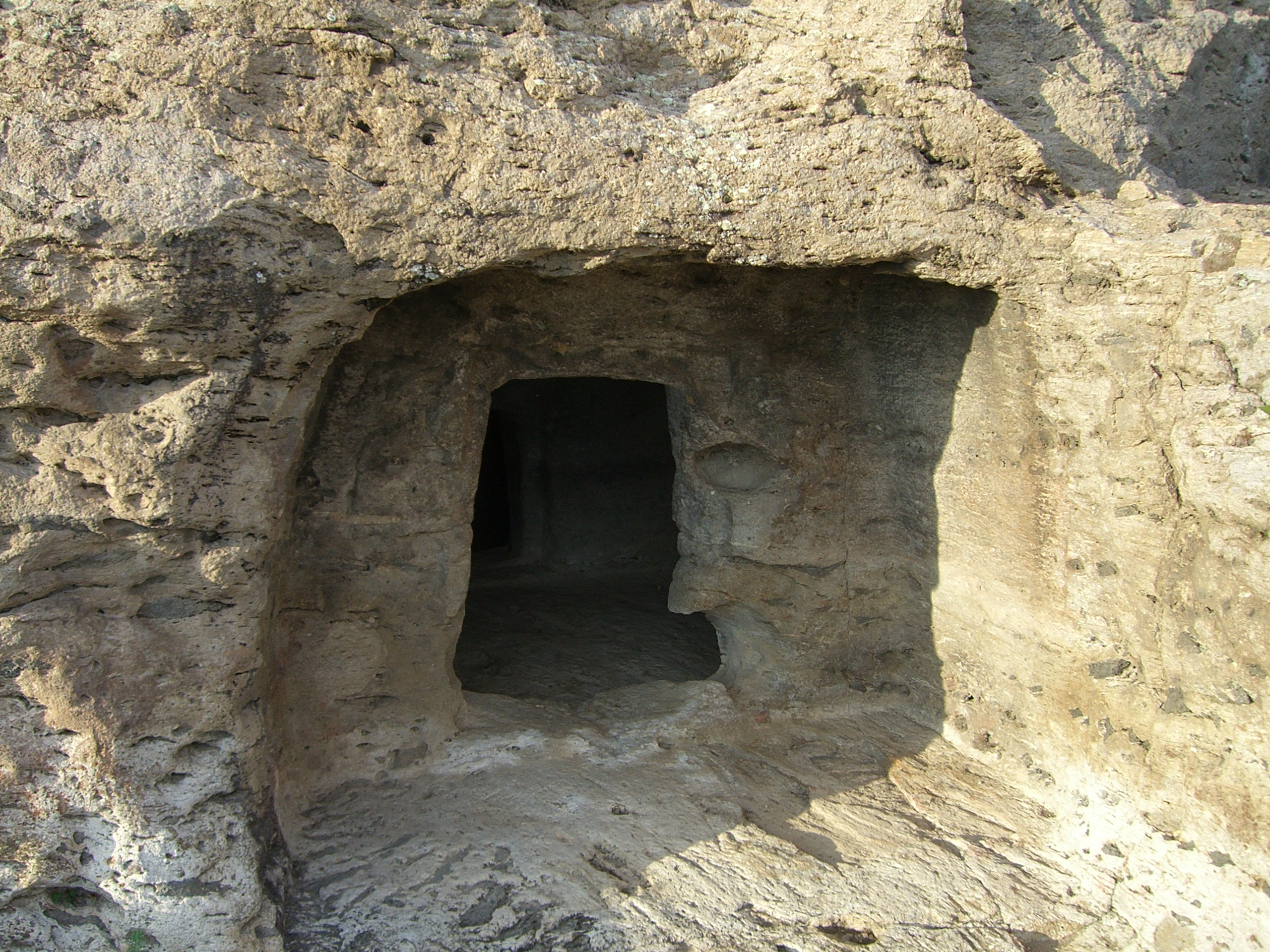
Domus de Janas de Sant Giovanni Suergiu
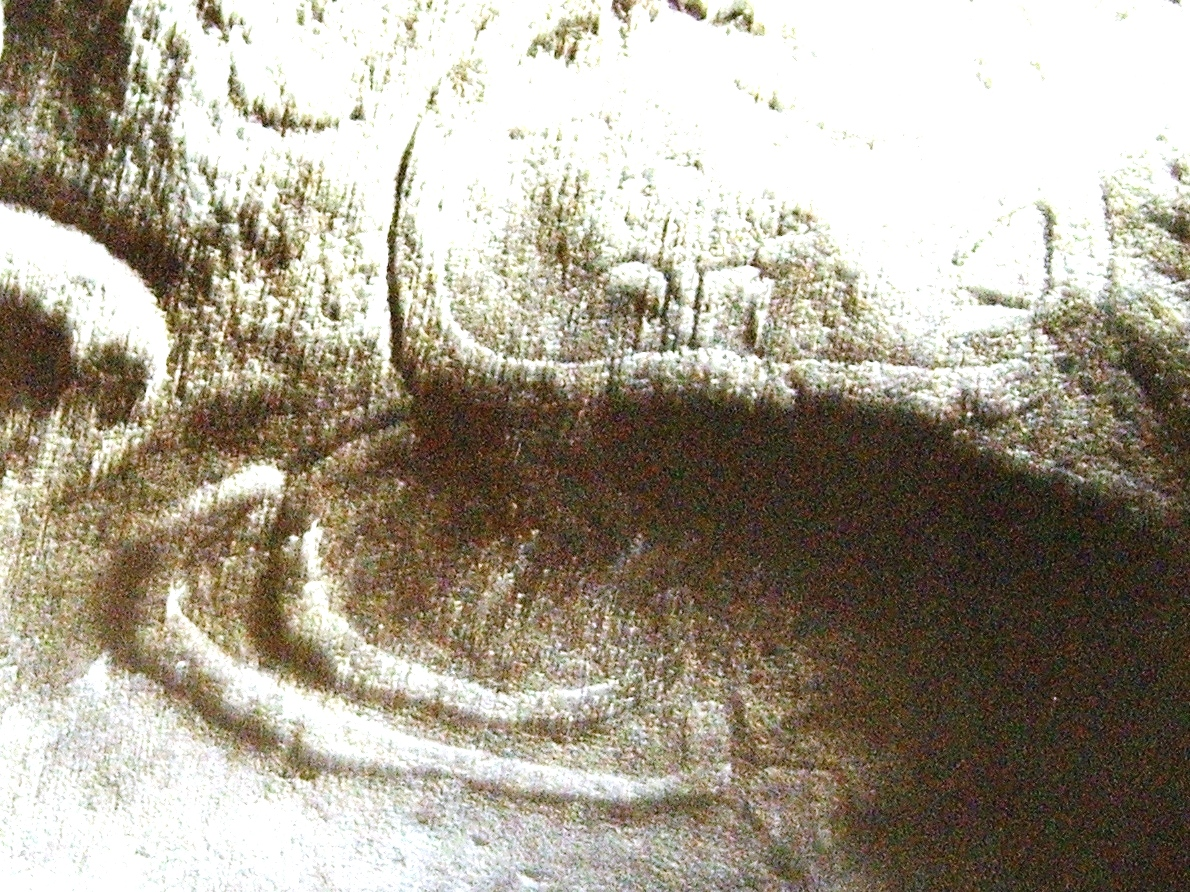
Banyes de toro esculpides en un nínxol funerari d'una domus de Janas